# Gehandu (Hanang)
Gehandu è una circoscrizione rurale (rural ward) della Tanzania situata nel distretto di Hanang, regione del Manyara. Conta una popolazione di 15 222 abitanti (censimento 2012).